# Primera unión sueco-noruega
La Primera unión sueco-noruega (sueco: Den första svensk-norska unionen, noruego: Den første svensk-norske union(en)), fue una unión personal de los reinos separados de Suecia (que incluía gran parte de la actual Finlandia ) y Noruega junto con sus  colonias (incluidas Islandia, Groenlandia, las Islas Feroe y las islas septentrionales de Orcadas y Shetlands ). La Unión fue fundada por Magnus Eriksson en 1319 y luego se disolvió en 1355, para luego reunirse entre 1362 y 1365.

## Historia
El matrimonio entre el nieto de Birger, el duque Erik Magnusson, y la duquesa Ingeborg Håkansdotter, hija y heredera del rey Haakon Magnusson de Noruega, que tras su muerte en 1319 cedió el reino de Noruega por derecho de herencia al duque sueco Magnus Eriksson, de la edad de tres años. Cuando poco después, ese mismo año, también fue elegido rey de Suecia,  la primera unión sueco-noruega (1319–43, 1362–65) se establecido.

## Establecimiento
El rey de tres años era demasiado joven para gobernar, por lo que se firmó un tratado en 1319 llamado Tratado de Oslo 1319 o Tratado de Unión en Oslo 1319  era una carta que regulaba la unión entre Suecia y Noruega durante la tutela del rey. Magnus Eriksson. Perdió su validez cuando Magnus alcanzó la mayoría de edad y asumió él mismo el gobierno.
La Unión se convertiría en el país más grande de Europa al tiempo.

## Bajo tutela
Al principio, su madre, la duquesa Ingeborg Håkansson, tuvo una influencia predominante en el gobierno. En la firma del tratado de la Unión, Ingeborg estuvo presente y en el tratado se la menciona de un modo que podría interpretarse como que le otorgaba ciertos poderes en el riksråd. Tras la ascensión de Magnus al trono, fue incluida en el consejo nacional sueco. Había recibido el castillo de Axvall y un condado como manutención y mantenía la corte en el castillo de Varberg, donde se crió su hijo. Tenía así una posición geográfica de poder y en el castillo de Varberg se rodeaba de Erik Magnusson, por ejemplo el comandante danés Knut Porse, que se convirtió en su nuevo marido tras el fallecimiento de Haakon Magnusson, y la familia van Kyren de Holstein . Rápidamente surgieron sospechas y contradicciones entre Ingeborg y los demás miembros del riksdråd. El drotsman Mats Kettilmundsson se vio obligado a dimitir y fue sustituido por el representante de la ley de Östergötland, Knut Jonsson. 
En una reunión del consejo celebrada en Skara en el verano de 1322, los nobles del Riksråd se prometieron mutuamente dejar atrás viejas disputas de la guerra civil y que nadie uniría fuerzas con Ingeborg sin el consentimiento de todo el consejo.
Para evitar la interferencia danesa en la política sueca, el Consejo Nacional intentó mantener buenas relaciones con el rey danés Erik Menved. En cambio, Ingeborg y el círculo que la rodeaba mantuvieron contactos con los enemigos de Erik Menved en Dinamarca e hicieron alianzas con los enemigos de Erik Menved en Alemania. En el verano de 1321 se firmó un tratado entre el heredero al trono Magnus y Enrique II de Mecklemburgo. El tratado incluía el matrimonio de la hermana menor de Magnus, Eufemia, con el duque Alberto de Mecklemburgo, así como la promesa de ayuda mutua en caso de ataque de Dinamarca. En secreto, también acordaron un ataque militar contra Escania. Knut Porse preparó uno en 1322, pero los planes se desvanecieron.
Durante los años 1323-1326, el consejo logró redimir los castillos de Ingeborg, Axevall, Varberg y Hunehals, y le quitó el lugar en el consejo, que estaba dirigido por Drott Knut Jonsson. Este ejemplo fue seguido en 1323 por los noruegos, que nombraron gobernador al Sr. Erling Vidkunsson . Posteriormente, según el Tratado de Unión, la unión entre los dos reinos se redujo a una alianza de defensa.

## Después de la tutela
Magnus alcanzó la mayoría de edad en 1331 o 1332 y en 1335 nombra a su mariscal y su drotsman. El mariscal Håkan Mattsson aparece mencionado como mariscal el 28 de febrero en relación con un testamento.
El 18 de mayo de 1335, el rey Magnus Eriksson nombra a Nils Abjörnsson  a su drotsman, y allí se mencionaba a sus consejeros y hombres más cercanos.
Magnus Eriksson fue coronado en Estocolmo en 1336.

## Skåneland
En 1332 Scania, Blekinge y Ven fueron vendidos a la Unión por el duque Johan de Holstein, después de que éste expresara su descontento con el parlamento danés y afirmara que preferiría ser gobernado por los suecos. El duque iniciaría las negociaciones con los suecos y se acordó que el rey sueco canjearía la prenda por 34.000 marcos de plata (6.432 kilos). Aunque la Unión compró Skåneland, no se integrarían a la mitad sueca ya que se convertirían en un reino otro que fue integrado en la union. Magnus Eriksson sería coronado rey de Skåneland en 1332 y la unión con Skåneland se disolvería más tarde en 1360.
Después de las luchas internas en Dinamarca, Valdemar Atterdag quería restaurar la antigua influencia de Dinamarca y, como parte de esto, recuperar la supremacía sobre Scania. Para Magnus, la adquisición de Skåneland amenazaba con ser un bocado más grande del que podía tragar. La suma de 34.000 marcos era una suma inaudita para la época y, para reunir la suma, el rey se vio obligado a pedir dinero prestado a la iglesia y a los magnates a cambio de promesas. En 1326, el rey había prometido el castillo de Kalmar y el condado de Kalmar, todos Östergötland, Gästrikland, Fjärdhundraland, Dalarna, Närke y Värmland. Como el congresso ya no podía recibir ingresos de los condados del castillo, se fundó una grave crisis financiera que duraría varios años. Además, el rey impuso impuestos adicionales, como peajes en los pueblos pesqueros de Escania y mayores exigencias a la industria minera de las Bergslagen. A principios de la década de 1350 se promulgó la ley de ciudades de Magnus Eriksson que, entre otras cosas, pretendía limitar el comercio a las ciudades para poder cobrar tasas.
Cuando el rey danés se negó a reconocer al rey Magnus la propiedad de Skåneland, Magnus se dirigió al Papa como petición de confirmación de la compra, pero sólo recibió respuestas evasivas de él, Magnus se involucró, principalmente debido al derecho de retención de su madre sobre ciertos castillos en Dinamarca, en guerra con el rey Valdemar. La paz entre ambos no se concluyó hasta el otoño de 1343 en Varberg, por lo que Valdemar renunció formalmente a todas las reclamaciones sobre Escania y Halland.

## Problemas internos
La unión no sólo trajo efectos positivos a la nación, sino que incluso surgieron efectos negativos.

### Problemas internos de Noruega
En 1331, Magnus declaró que había alcanzado la mayoría de edad a la edad de 15 años. Esto provocó resistencia en Noruega, donde una estatua estipulaba que un rey alcanzaría la edad para reinar en 20 años, y se produjo un levantamiento por parte de Erling Vidkunsson y otros nobles noruegos. Los nobles noruegos también estaban descontentos con el rey, que había sacado el sello nacional del país y no había nombrado un canciller para Noruega mientras que Magnus estaba mayoritariamente Suecia. Algunos nobles se rebelaron y conquistaron Tunsberghus. En 1333 hicieron un paz cuando el rey dejó que un consejero se ocupara del sello real y nombró a Ivar Ogmundsson como sede real.
El 21 de julio de 1336, Magnus fue coronado rey de Noruega y Suecia en Estocolmo. Esto provocó un mayor resentimiento en Noruega, donde los nobles y magnates deseaban una coronación noruega por separado. En 1338 se produjo un segundo levantamiento de la alta nobleza noruega.
En 1339 se llegó a un acuerdo con los noruegos descontentos, pero el descontento continuó y en 1343, el hijo menor de Magnus, Håkon VI Magnusson, fue elegido rey de Noruega. Se suponía que Haakon gobernaría bajo la tutela de su padre, pero el gobierno real pasó a manos del Riksråd. Al año siguiente, 1344, el hijo mayor de Magnus, Erik Magnusson, fue elegido heredero al trono de Suecia. Así aseguró la realeza para cada uno de sus hijos.

### Problemas internos suecos
La crisis financiera del reino, provocada por los préstamos y las promesas, provocó una brecha cada vez mayor entre el rey y la aristocracia. El rey criticó al consejo de administración por gestionar tan mal las finanzas que no quedaba dinero cuando ascendió al trono. Las finanzas del reino también empeoraron por el crecimiento del prometido exento de impuestos, ya que se apoderó de tierras que anteriormente habían pagado impuestos al rey.
En la década de 1340 el rey se vería obligado a mejorar sus relaciones con la aristocracia en el parlamento, por lo que en abril de 1346 envió disculpas por todo el país, en las que declaraba que el rey lamentaba los altos impuestos que se les impuso durante la compra de Skåneland, además Magnus enviaría una gran donación a la Birgitta Birgersdotter para establecer una fundación monasterio en Vadstena.

## Las cruzadas
Las dos cruzadas dirigidas por los católicos se llevaron a cabo contra Novgorod para tratar a conventar el país al catóclismo en lugar de ortodoxo y tratar de expandirse más hacia el este y ganar control sobre el Neva, que fuera un río importante al tiempo.

### La primera cruzada en Novgorod
En la primavera de 1348, Magnus Eriksson envió mensajeros a los nobles de la República de Novgorod y los instó a unirse a la doctrina católica; si no lo hacían, un gran ejército invadiría Novgorod y los obligaría a adoptar el catolicismo . La respuesta fue que si Magnus Eriksson quería discutir cuestiones de fe, tenía que viajar a Constantinopla, de donde procedía la doctrina ortodoxa de Nóvgorod.
Cuando el rey sueco recibió la carta, su flota de invasión ya estaba lista en las fronteras de Novgorod. El 24 de junio, Nöteborg fue sitiada y los agricultores de la zona fueron bautizados a la fuerza. Los que se negaron fueron decapitados o asesinados a puñaladas. El 6 de agosto, el rey y los demás cruzados regresaron a casa, habiendo dejado una pequeña guarnición detrás de las murallas. En el invierno de 1349, Nóvgorod sitió y capturó la ciudad débilmente defendida. Los extranjeros fueron asesinados o capturados.

### La segunda cruzada
En Suecia, la peste negra había golpeado con toda su fuerza. Se entendió que Dios estaba disgustado con algo. El rey ordenó a los plebeyos que se presentaran descalzos en las iglesias todos los viernes con un penique para que la iglesia financiara otra invasión de Nóvgorod. Mediante negociaciones y amenazas, el rey Magnus intentó que la Hansa aceptara boicotear Nóvgorod a cambio de aumentar el comercio privilegiado con Visby y Livonia. Luego, en 1350, partió de nuevo con una fuerza sueca dirigida, entre otros, por los caballeros Israel Birgersson, Lars Karlsson, Magnus Gislesson, los hombres de armas Bengt Algotsson y Sune Håkansson hacia el este para reconquistar Nöteborg. Como antes, hizo bautizar a la fuerza a los habitantes y dejó atrás tropas de soldados. La ciudad fue reconquistada poco después y los soldados fueron asesinados. El propio rey y la cúpula militar huyeron de vuelta a Suecia.

## Expansión del Norte
1350, la expansión sueca del Norte para conectar la otra mitad del reino (que era Österland o también conocida como Finlandia) por el golfo de Botnia, lo que consiguió.

## Expedición a Groenlandia
En 1354, Magnus envió una expedición a Groenlandia bajo el liderazgo de Pål Knutsson, propietario de gran parte de la granja Tveit en Tysnes . La comitiva tenía la tarea de averiguar qué había sucedido con las colonias noruegas evacuadas en el este y el oeste de Groenlandia. Se temía que los habitantes hubieran caído en el paganismo. Una carta de Gerard Mercator a John Dee en 1577 trae extractos de una obra perdida de Jacobus Cnoyen (James Knox), que describía una expedición que viajó más allá de Groenlandia y regresó con ocho hombres en 1364. Cnoyen escribió un relato de la expedición en una obra perdida llamada Inventio Fortunate. En el que afirmaba que la aguja de la brújula gira hacia el norte porque hay una isla de roca magnética negra en el Polo Norte.

## Disolución

### Rebelión

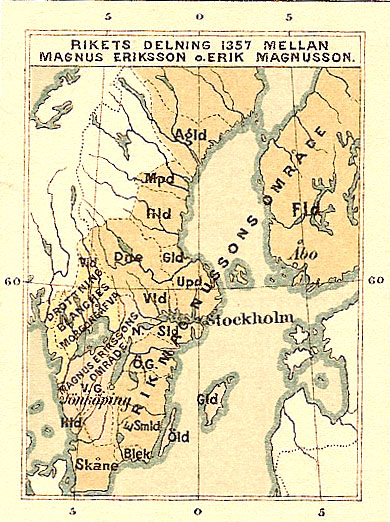
Partición sueca en 1357 d.C. Entre Magnus Eriksson y su hijo Erik Magnusson

En 1358, Magnus Eriksson tuvo que pedir prestado del dinero recaudado en Suecia en nombre del trono papal, y cuando no pudo devolverlo en el momento señalado, tanto él como sus prometidos (varios de los grandes del reino) fueron amenazados con excomunión. 
Discontendos con los polìticas del rey se estallo un rebelacion contra el rey que fueiniciada por el hijo mayor de Magnus Eriksson, Erik, junto con varios de los grandes hombres del reino en 1356.
Tras una reunión en Jönköping en 1357 entre Magnus Eriksson y Erik Magnusson decidieron dividir el reino entre padre e hijo. A Erik le asignaron Skåneland (excepto el norte de Halland), Östergötaland, Finlandia y partes de Småland.
Después de otra resolución Erik fue designado más tierras. Södermanland, Västmanland, Dalarna y partes más grandes de Uppland y el castillo de Estocolmo.
Pronto estalló de nuevo el desacuerdo entre ellos, y Magnus Eriksson se dirigió entonces al rey Valdemar de Dinamarca con una petición de ayuda, y concluyó un tratado con él en 1359. Sin embargo, el rey Erik y su esposa Beatriz murieron repentinamente, probablemente a causa de la muerte negra, en junio de 1359, por lo que Magnus Eriksson se quedó solo gobernando toda Suecia.

### El ataque del rey Valdemar
Sin embargo, la unión prevista se frustró en 1360, cuando el rey Valdemar, con un ataque repentino, retomó las tierras escanias por la fuerza de las armas. Continuó su exitosa campaña en 1361 contra Gotland, que a diferencia de Escania nunca había pertenecido a los daneses. Esto llevó a la formación de una gran coalición de ataque contra el rey Valdemar. Esta incluía varias ciudades hanseáticas, así como Suecia y Noruega.
Los hanseáticos reaccionaron fuertemente ante el ascenso al poder del rey Valdemar, ya que deseaban que prevaleciera un equilibrio de poder en la región nórdica y que se pudiera mantener la ley, el orden y los privilegios fijos en Skånemarket, la feria comercial internacional que se celebra cada otoño en el Península de Falsterbo.
Magnus Eriksson, había sido depuesto del trono sueco en 1364 y sucedido por Albrecht de Mecklemburgo, que participó personalmente en la guerra. Residió durante el verano y el otoño de 1368 en Falsterbohus y utilizó entonces el título de "señor de las tierras de Escania". 
En Noviembre de 1319, las partes beligerantes llegaron a un acuerdo, que pudo ser ratificado por el tratado de paz de Stralsund en 1370. La Dinamarca leal al rey había sufrido una derrota militar clara pero apenas devastadora.

### Reunificación
En 1362, Håkan Magnusson fue elegido como rey de Suecia. Despues Magnus y Håkan fueron coregentes.

### Segunda Disolución
La guerra que comenzó contra Valdemar no dio ningún resultado y ya en el otoño de 1362 comenzaron las negociaciones de paz. En el invierno, la situación cambió completamente porque Håkan, probablemente con la esperanza de recuperar Scania, se casó con la hija de Valdemar, Margareta (abril de 1363). De este modo se rompió el compromiso que los nobles habían contraído en su nombre con Isabel de Holstein. Al mismo tiempo, varios de los grandes hombres suecos también fueron obligados a exiliarse. Luego se dirigieron al duque Albrekt el Grande de Mecklemburgo y le ofrecieron la corona sueca a su hijo, Albrekt. En noviembre de 1363 llegó con un ejército a Estocolmo, fue elogiado por sus ciudadanos y fue elegido rey en febrero de 1364 en Mora stenar . Magnus Eriksson y su hijo no pudieron oponer ninguna resistencia efectiva, por lo que ya en julio de 1364 no controlaban más que Västergötland, Värmland y Dalsland de Suecia. En la primavera de 1365, intentaron recuperar lo perdido, pero fueron derrotados en marzo de 1365 en la batalla de Gataskogen, cerca de Enköping, donde Magnus Eriksson fue capturado.

### Los últimos años de Magnus Eriksson
Magnus Eriksson estuvo cautivo en el castillo de Estocolmo hasta 1371. Magnus obtendría su libertad en 1371 al ceder la corona a Albrecht. Después de salir de prisión, pasó a menudo su tiempo junto con su hijo, el rey Håkan y la reina Margareta, en Noruega. Durante el año 1372 viajaron por el reino de Håkan, emitieron cartas de donación y llevaron a cabo procedimientos legales. Magnus recuperó el control de Islandia, Tønsberg, Borgarsyssel y Bohuslän, que anteriormente eran de su propiedad.
Estuvo en Bergen a finales del otoño de 1374, donde presto el barco Mariabollen del obispo islandés Jon Skalli Eiriksson de Hólar. Probablemente Magnus tenía la intención de ir a Tønsberg durante la Navidad. El accidente se produjo el 1 de diciembre cerca de Lyngholmen, en Bömmelfjord, no lejos de Bergen. Cuando el barco estaba en peligro de volcarse por una tormenta, Magnus saltó por la borda. Sus asistentes lograron levantarlo y ayudarlo a llegar a tierra, donde finalmente exhaló su último suspiro. Otras 25 personas murieron en el accidente.